# Asis Schukurow
Asis Schukurow (* 24. April 1986) ist ein tadschikischer Gewichtheber.

## Karriere
Schukurow erreichte bei den Asienmeisterschaften 2008 den zehnten Platz in der Klasse bis 77 kg. Bei den Asienmeisterschaften 2009 war er Achter in der Klasse bis 85 kg. Allerdings wurde er bei der Dopingkontrolle positiv auf Metandienon getestet und für zwei Jahre gesperrt. 2013 erreichte er bei den Asienmeisterschaften den achten Platz im Reißen, im Stoßen hatte er jedoch keinen gültigen Versuch. Bei den Asienspielen 2014 in Incheon wurde er Elfter in der Klasse bis 94 kg. 2015 war er bei den Asienmeisterschaften Zehnter.